# Matelea pedalis
Matelea pedalis là một loài thực vật có hoa trong họ La bố ma. Loài này được (E. Fourn.) Fontella & E.A. Schwarz mô tả khoa học đầu tiên năm 1981.